# Gongora aromatica
Gongora aromatica är en orkidéart som beskrevs av Heinrich Gustav Reichenbach. Gongora aromatica ingår i släktet Gongora och familjen orkidéer. Inga underarter finns listade i Catalogue of Life.

## Bildgalleri

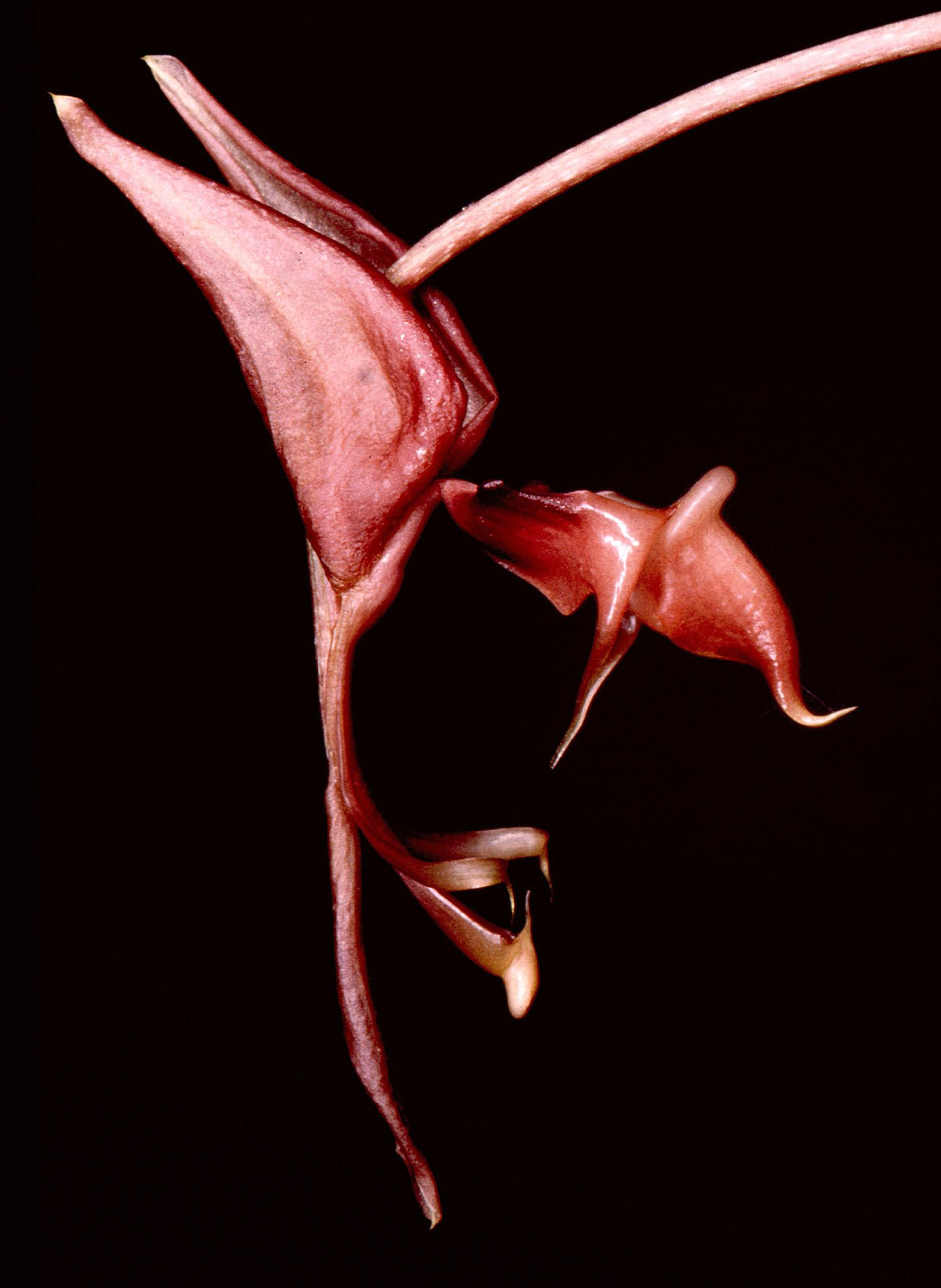
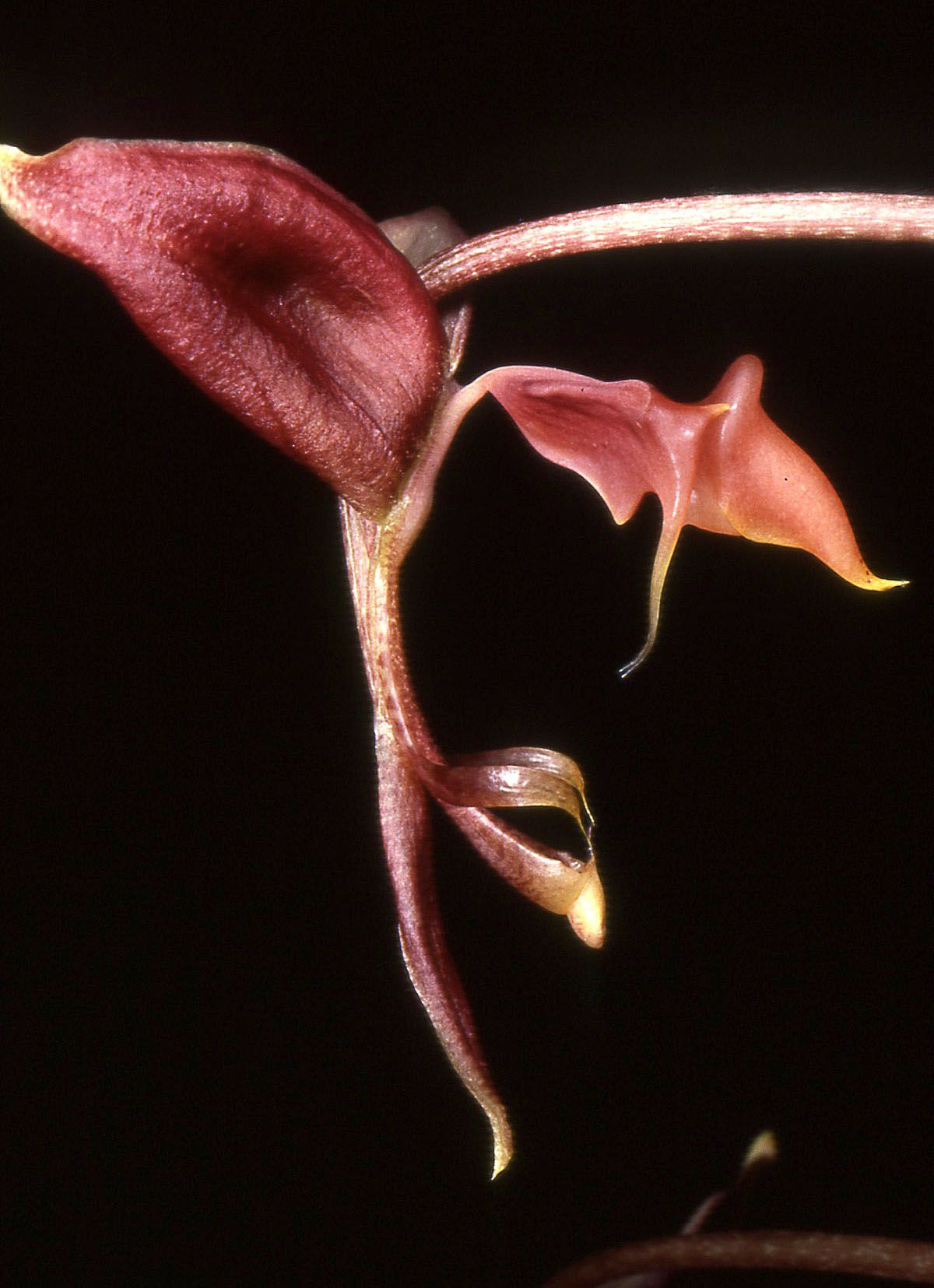
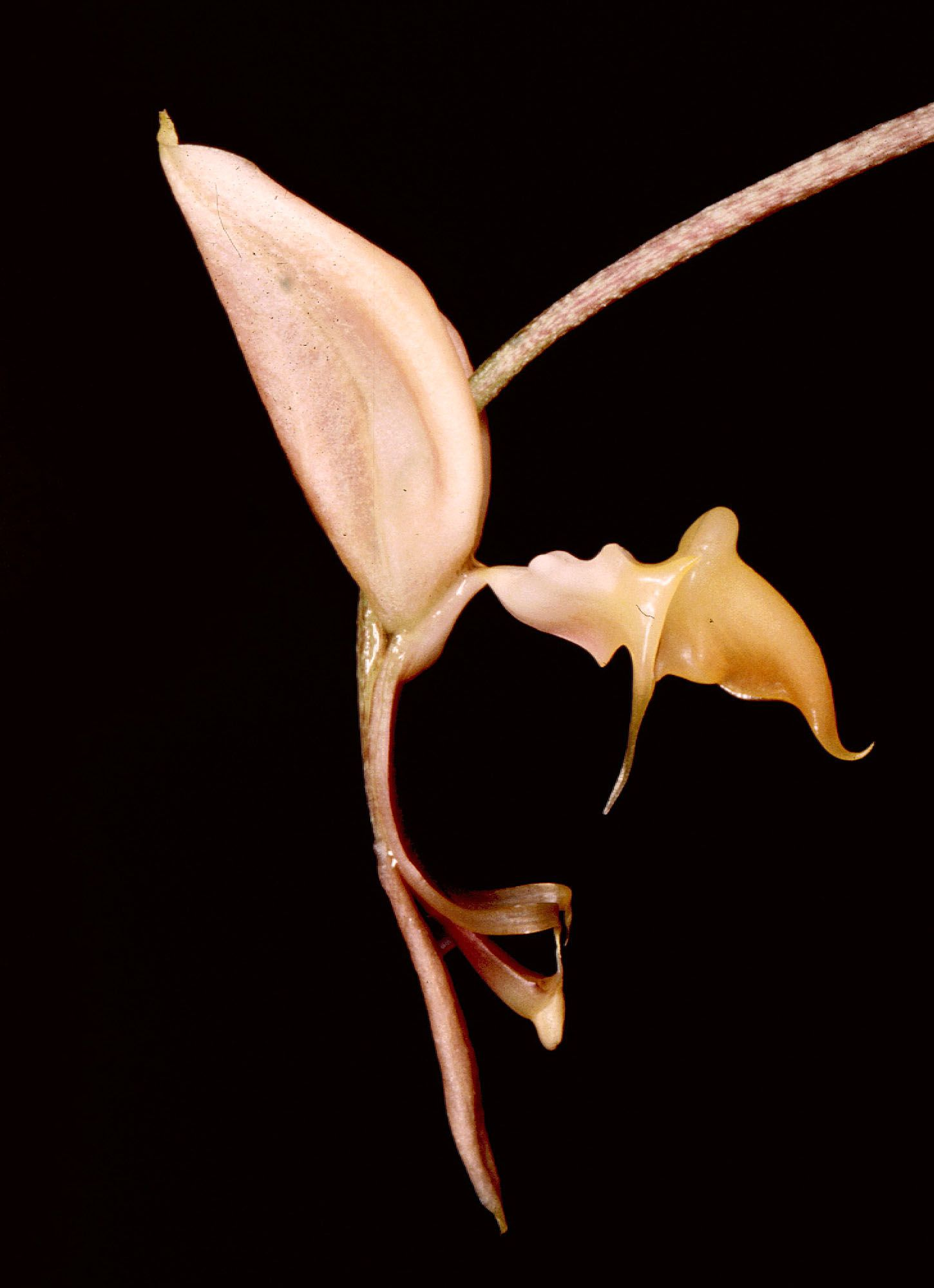
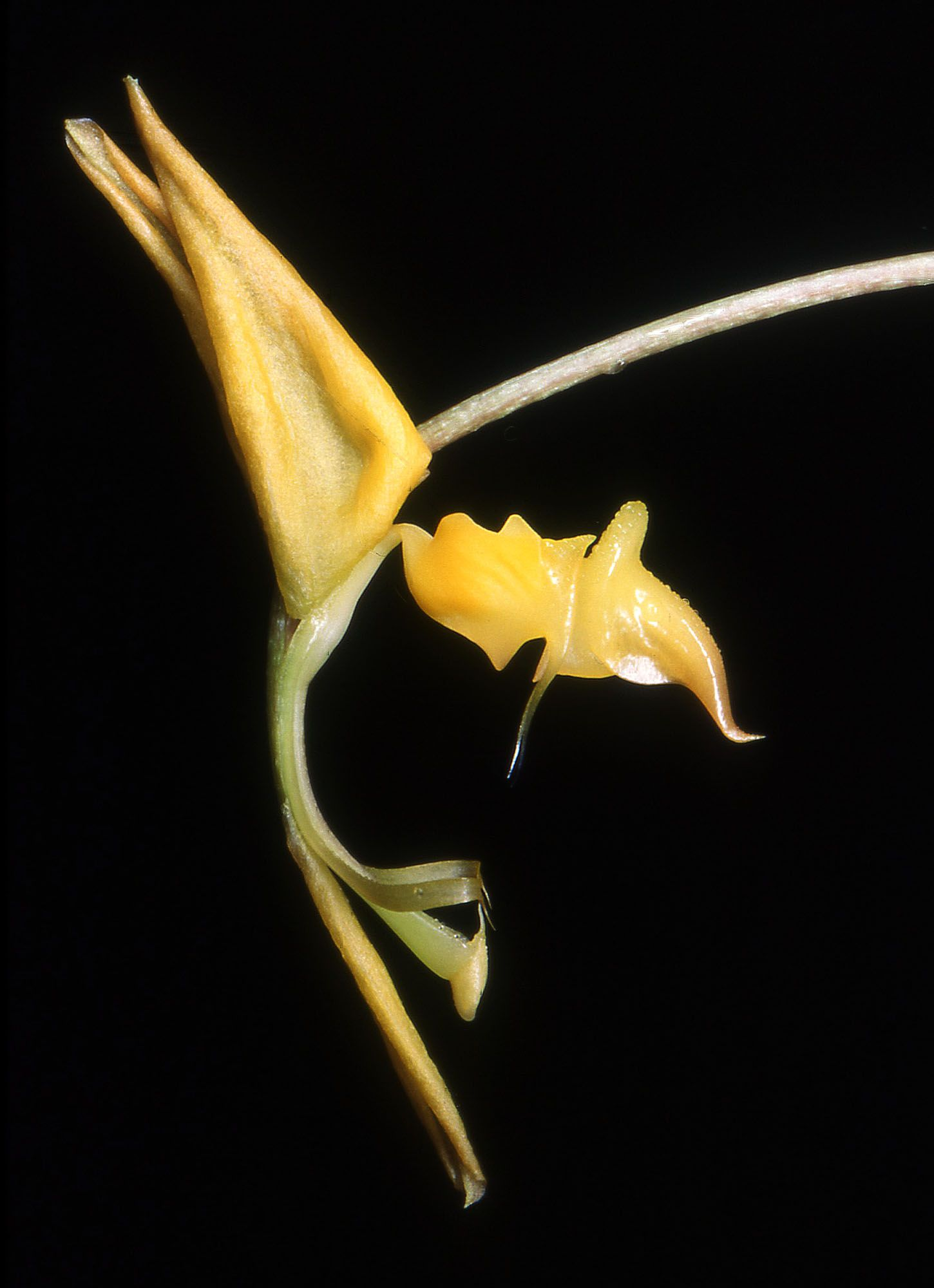
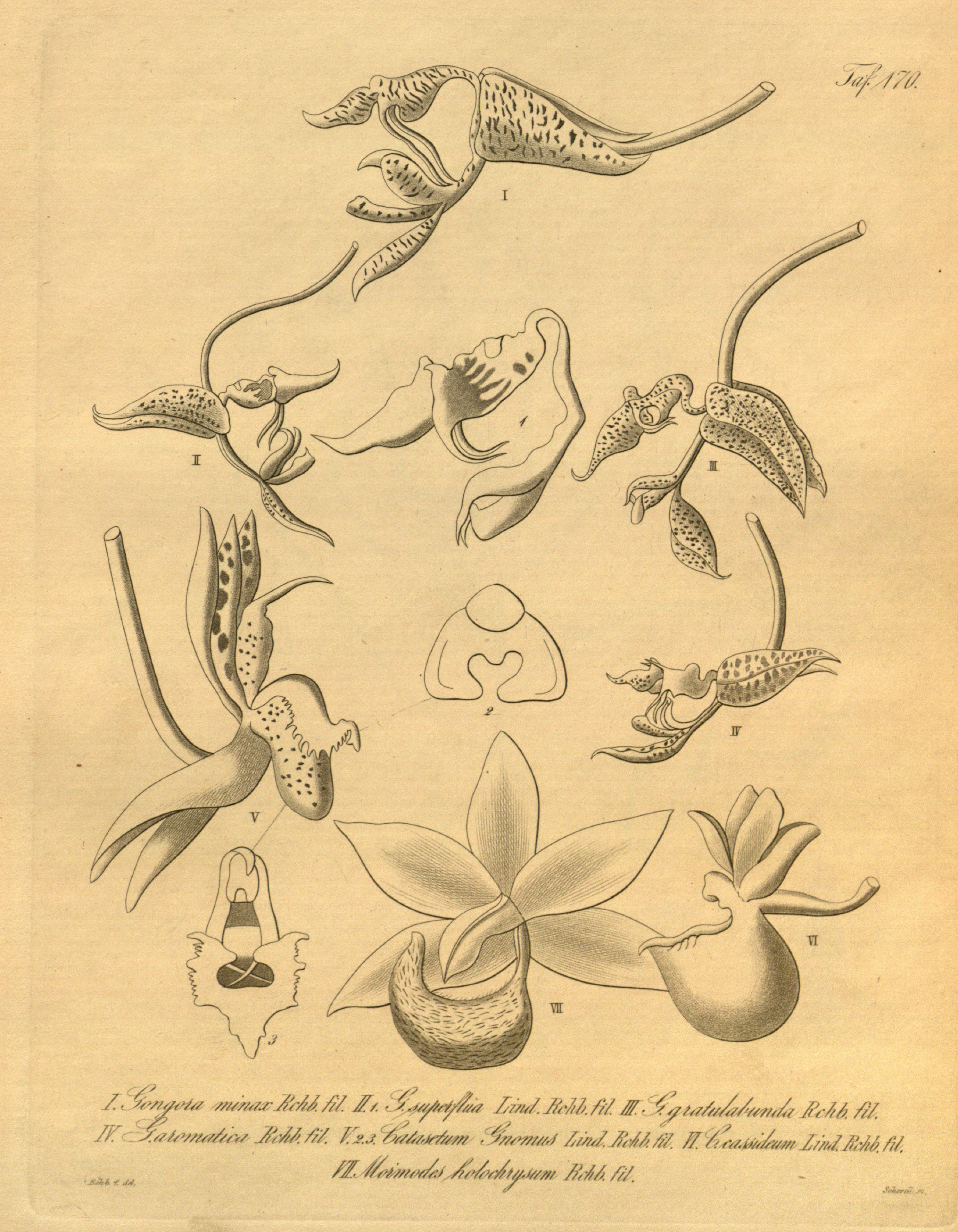